# Vichy-regeringen
Vichy-regeringen regerede en del af Frankrig fra juli 1940 til august 1944.
Efter den franske kapitulation til Tyskland i juli 1940 dannede den gamle krigshelt fra 1. verdenskrig marskal Philippe Pétain ny fransk regering. Den var den franske administration i den ikke-besatte zone i det sydøstlige Frankrig, der udgjorde ca. en tredjedel af landet og fik hovedsæde i Vichy. Byen var en kendt kurby og havde et stort antal hoteller, som var velegnet til at rumme regeringen og administration.
Som ministerpræsident blev udpeget Pierre Laval, som havde været aktiv politiker i mellemkrigsårene. Han indledte sin karriere som socialist, men svingede mere og mere til højre.
Marskal Pétain viste sig at være dybt reaktionær. Han fik fuldmagt til at udarbejde en ny forfatning, som skulle være med til at sikre arbejde, familie og fædreland. Pétain fik aldrig lavet en forfatning, men afskaffede præsidentembedet og gav sig selv magtbeføjelser som Frankrigs marskal og statschef. Regeringen ønskede, at alle skulle passes ind i et nyt nationalt fællesskab, bl.a. blev politiske partier og fagforeninger opløst ved lov, og det blev forbudt at strejke. Ungdommen blev som i Tyskland opfordret til at indtræde i en slags
ungdomskorps, som lagde vægt på lydighed og nationalfølelse med Pétain som forbillede. Samfundet skulle udvikle sig i retning af det gamle bondesamfund, hvor magten tilhørte en ansvarsbevidst elite, og økonomien skulle bygge på arbejdsomhed og nøjsomhed.
I efteråret 1940 tog Pétain kontakt til Hitler, og de mødtes og diskuterede samarbejde mellem Tyskland og Frankrig.
Da engelske og amerikanske tropper i efteråret 1942 invaderede det franske Nordafrika og i løbet af kort tid fik de Vichy-tro franske styrker dér til at nedlægge våbnene, reagerede Tyskland øjeblikkeligt ved at besætte hele Frankrig. Middelhavet var jo ikke længere i aksemagternes hænder, og en invasion i Sydfrankrig kunne ikke udelukkes.
Især ministerpræsident Laval var ivrig for et samarbejde med Tyskland. Han var fuldt og fast overbevist om Tysklands sejr. Hitlers mål med samarbejdet var at få ro i Frankrig og at opnå, at Frankrig kunne blive en bro til Spanien, som Hitler forsøgte at få med i krigen på tysk side. Men den spanske statschef Francisco Franco skulle ikke nyde noget og ville ikke bryde Spaniens neutralitet, så Hitler var ikke længere så interesseret i det tysk-franske samarbejde. Alligevel satsede tyskerne på Laval, og da han blev afskediget af interne grunde, insisterede tyskerne på, at han blev genindsat. Og det blev han.
Som krigen skred frem, blev samarbejdet mere og mere omfattende. Især Laval var ivrig for at tækkes tyskerne, og hans administration sørgede for at få titusinder af franskmænd sendt på tvangsarbejde i Tyskland. De franske jøder blev indfanget af franske myndigheder, overgivet til tyskerne og transporteret til udryddelseslejrene.
Men modstanden voksede, og allerede inden Frankrigs befrielse i eftersommeren 1944 var dele af det landlige Frankrig under modstandsbevægelsens kontrol. Det lykkedes Laval at flygte til Spanien, som udleverede ham til Frankrig i 1945. Han og Pétain kom for retten, og begge blev dømt til døden for landsforræderi. Laval blev skudt, mens den aldrende Pétain benådedes pga. sine fortjenester i den forrige krig og endte sine dage i en fængselscelle.
46°10′00″N 3°24′00″Ø / 46.16667°N 3.4°Ø